# Luboš Pecka
Luboš Pecka est un footballeur tchèque né le 19 février 1978 à Prachatice.

## Carrière
| Saison  | Club                                  | Pays               | Matches | Buts | Sélections |
| ------- | ------------------------------------- | ------------------ | ------- | ---- | ---------- |
| 2000-01 | TJ Tatran Prachatice České Budějovice | République tchèque | 9       | 0    |            |
| 2001-02 | České Budějovice TJ Tatran Prachatice | République tchèque | 13      | 1    |            |
| 2002-03 | TJ Tatran Prachatice                  | République tchèque |         |      |            |
| 2003-04 | TJ Tatran Prachatice                  | République tchèque | 30      | 5    |            |
| 2004-05 | FK Mladá Boleslav                     | République tchèque | 16      | 3    |            |
| 2005-06 | FK Mladá Boleslav                     | République tchèque | 29      | 9    |            |
| 2006-07 | FK Mladá Boleslav                     | République tchèque | 29      | 16   | Tchéquie   |
| 2007-08 | Aix-la-Chapelle                       | Allemagne          | 19      | 1    |            |
| 2008-10 | FK Mladá Boleslav                     | République tchèque | 31      | 6    |            |
| 2010-11 | České Budějovice                      | République tchèque | 17      | 0    |            |